# Helg
Helg kallas den tid under vilken de kyrkliga högtiderna firas. Eftersom det judiska dygnet börjar på kvällen räknas de kristna helgerna från aftonen före den första högtidsdagen. De kan inledas med helgmålsringning kl. 18.00 och helgmålsbön.
Julhelgen räknas från julaftonen till och med trettondagen inklusive mellanliggande vardagar.
I dagligt tal är helg även en benämning på veckoslutet, eftersom man har helgledigt med anledning av söndagen (och lördagen kan räknas som en ledig helgdagsafton).
Inför helger kan man önska varandra god helg eller trevlig helg.